# Åke Daun
Åke Daun, född 1 april 1936, död 24 juli 2017, var en svensk professor i etnologi vid Institutet för folklivsforskning vid Stockholms universitet och Nordiska museet 1981–2001. 

## Förändring, arbetarprotester och förortsliv
Daun bidrog starkt till förändringen av svensk etnologi, vilken inleddes från slutet av 1960-talet. Etnologiämnet i Sverige blev från den tiden mer sociologiskt och antropologiskt inriktat. Hans viktigaste bidrag till denna utveckling var Upp till kamp i Båtskärsnäs (1969), där arbetarprotesterna vid nedläggningen av ett sågverk i Norrbotten beskrevs, samt doktorsavhandlingen Förortsliv (1974), där livet i Vårberg, Stockholm beskrevs. Daun har efter dessa studier givit etnologiska bidrag till planeringen av olika bostadsområden.

## Svensk mentalitet
I Svensk mentalitet (1989) menar Daun att det finns ett antal personlighetsdrag som kan sägas karaktärisera svenskar i allmänhet. Exempel på sådana svenska egenskaper är:
- blyghet
- oberoende
- konfliktundvikande
- saklighet
- tungsinne
- sparsamhet i känslouttryck

## Snällare än du tror
I den populärvetenskapliga boken Snällare än du tror. Människan – social av naturen (Nya Doxa, 2009) som han skrivit tillsammans med Hans Norebrink, argumenterar Daun för att människan av naturen är social, samarbetsinriktad och ofta osjälvisk. 